# Curling na Zimskih olimpijskih igrah 2018
Curling na Zimskih olimpijskih igrah 2018. Tekmovanje bo potekalo v Gangneung Curling Centru od 8. do 25. februarja 2018.

## Sodelujoče države
V Curlingu bo na Zimskih olimpijskih igrah 2018 nastopilo 13 držav.
- Kanada (12)
- Kitajska (7)
- Danska (10)
- Finska (2)
- Združeno kraljestvo (10)
- Italija (5)
- Japonska (10)
- Norveška (7)
- Olimpijski športniki iz Rusije (7)
- Južna Koreja (12)
- Švedska (10)
- Švica (11)
- ZDA (10)

## Dobitniki medalj
|              | Zlato | Srebro | Bron |
| Moški        |       |        |      |
| Ženske       |       |        |      |
| Mešana ekipa |       |        |      |

## Športniki

### Moški
| Država              | Vodja           | Tretji             | Drugi              | Prvi                 | Rezerva             |
| ------------------- | --------------- | ------------------ | ------------------ | -------------------- | ------------------- |
| Danska              | Rasmus Stjerne  | Johnny Frederiksen | Mikkel Poulsen     | Oliver Dupont        | Morten Berg Thomsen |
| Italija             | Joël Retornaz   | Amos Mosaner       | Simone Gonin       | Daniele Ferrazza     | Andrea Pilzer       |
| Japonska            | Yūsuke Morozumi | Tetsurō Shimizu    | Tsuyoshi Yamaguchi | Kōsuke Morozumi      | Kohsuke Hirata      |
| Kanada              | Kevin Koe       | Marc Kennedy       | Brent Laing        | Ben Hebert           | Scott Pfeifer       |
| Norveška            | Thomas Ulsrud   | Torger Nergård     | Christoffer Svae   | Håvard Petersson     |                     |
| Švedska             | Niklas Edin     | Oskar Eriksson     | Rasmus Wranå       | Christoffer Sundgren | Henrik Leek         |
| Švica               | Benoît Schwarz  | Claudio Pätz       | Peter de Cruz      | Valentin Tanner      | Dominik Märki       |
| Južna Koreja        | Kim Chang-min   | Seong Se-hyeon     | Oh Eun-su          | Lee Ki-bok           | Kim Min-chan        |
| Združeno kraljestvo | Kyle Smith      | Thomas Muirhead    | Kyle Waddell       | Cameron Smith        | Glen Muirhead       |
| ZDA                 | John Shuster    | Tyler George       | Matt Hamilton      | John Landsteiner     | Joe Polo            |

### Ženske
| Država                         | Vodja                | Tretja            | Druga                 | Prva             | Rezerva             |
| ------------------------------ | -------------------- | ----------------- | --------------------- | ---------------- | ------------------- |
| Ljudska republika Kitajska     | Wang Bingyu          | Zhou Yan          | Liu Jinli             | Ma Jingyi        | Jiang Xindi         |
| Danska                         | Madeleine Dupont     | Denise Dupont     | Julie Høgh            | Mathilde Halse   | Lina Almind Knudsen |
| Japonska                       | Satsuki Fujisawa     | Chinami Yoshida   | Mari Motohashi        | Yurika Yoshida   | Yūmi Suzuki         |
| Kanada                         | Rachel Homan         | Emma Miskew       | Joanne Courtney       | Lisa Weagle      | Cheryl Bernard      |
| Olimpijski športniki iz Rusije | Wiktorija Moissejewa | Uljana Wassiljewa | Galina Arsenkina      | Julija Gusijowa  | Julija Portunowa    |
| Švedska                        | Anna Hasselborg      | Sara McManus      | Agnes Knochenhauer    | Sofia Mabergs    | Jennie Wåhlin       |
| Švica                          | Silvana Tirinzoni    | Manuela Siegrist  | Esther Neuenschwander | Marlene Albrecht | Jenny Perret        |
| Južna Koreja                   | Kim Eun-jung         | Kim Kyeong-ae     | Kim Seon-yeong        | Kim Yeong-mi     | Kim Chohi           |
| Združeno kraljestvo            | Eve Muirhead         | Anna Sloan        | Vicki Adams           | Lauren Gray      | Kelly Schafer       |
| ZDA                            | Nina Roth            | Tabitha Peterson  | Aileen Geving         | Becca Hamilton   | Cory Christensen    |

### Mešane dvojice
| Država                         | Moški                   | Ženska                 |
| ------------------------------ | ----------------------- | ---------------------- |
| Ljudska republika Kitajska     | Ba Dexin                | Wang Rui               |
| Finska                         | Tomi Rantamäki          | Oona Kauste            |
| Kanada                         | John Morris             | Kaitlyn Lawes          |
| Norveška                       | Magnus Nedregotten      | Kristin Skaslien       |
| Olimpijski športniki iz Rusije | Alexander Kruschelnizki | Anastassija Brysgalowa |
| Švica                          | Martin Rios             | Jenny Perret           |
| Južna Koreja                   | Jang Hye-ji             | Kee Ki-jeong           |
| ZDA                            | Matt Hamilton           | Becca Hamilton         |